# James Cogdell
James Wesley Cogdell (* 1953)  ist ein US-amerikanischer Mathematiker.
Er studierte an der Yale University mit dem Bachelor-Abschluss 1975 und wurde dort 1981 bei Ilja Pjatetskij-Shapiro promoviert (Arithmetic Quotients of the Complex 2-Ball and Modular Forms of Nebentypus). Er war Post-Doktorand an der University of Maryland und der University of California, Los Angeles. 1982 bis 1988 war er Assistant Professor an der Rutgers University und ab 1987 Assistant Professor, ab 1988 Associate Professor und ab 1994 Professor an der Oklahoma State University (ab 1999 als Southwestern Bell Professor, ab 2000 als Regents Professor, ab 2003 als Vaughan Foundation Professor). Ab 2004 ist er Professor an der Ohio State University.
1983 und 1999/2000 war er am Institute for Advanced Study und 1988 an der Hebrew University. Außerdem war er Gastwissenschaftler an der University of Iowa, am Fields Institute und Erwin-Schrödinger-Institut (Erwin Schrödinger Lecture 2009).
Cogdell befasst sich mit L-Funktionen, automorphen Darstellungen (Langlands-Programm), (analytischer) Zahlentheorie. Insbesondere bewies er mit Pjatetskij-Shapiro Umkehrtheoreme (Converse theorems) für L-Funktionen der allgemeinen linearen Gruppe {\displaystyle GL_{n}}. Dabei geht es darum die L-Funktionen zu charakterisieren, die von automorphen Formen kommen. Für {\displaystyle GL_{2}} wurde das durch Hervé Jacquet und Robert Langlands gelöst und für {\displaystyle GL_{3}} durch Jacquet, Pjatetskij-Shapiro und Joseph Shalika. Das Problem geht bis auf Erich Hecke zurück (Charakterisierung der Dirichletreihen die von Modulformen kommen).
2002 war er Invited Speaker auf dem Internationalen Mathematikerkongress in Peking (Converse theorems, functoriality and applications to number theory, mit Pjatetskij-Shapiro). Er war einer der Herausgeber der ausgewählten Werke seines Lehrers Pjatetskij-Shapiro.
2012 wurde er Fellow der American Mathematical Society und 2016 der American Association for the Advancement of Science.

## Schriften (Auswahl)
- mit Ilya Pjatetskij-Shapiro: The Arithmetic and Spectral Analysis of Poincaré Series (= Perspectives in Mathematics. 13). Academic Press, Boston MA u. a. 1990, ISBN 0-12-178590-4.
- mit Ilja I. Pjatetskij-Shapiro: Converse theorems for {\displaystyle GL_{n}}. 2 Teile. (Teil I): Publications Mathématiques de l'IHÉS. Band 79, Nr. 1, 1994, S. 157–214, (online); Teil II: Journal für die reine und angewandte Mathematik. Band 507, 1999, S. 165–188, doi:10.1515/crll.1999.507.165.
- Analytic theory of {\displaystyle L}-functions for {\displaystyle GL_{n}}. Langlands conjectures for {\displaystyle GL_{n}}. Dual groups and Langlands functoriality. In: Joseph Bernstein, Stephen Gelbart: An Introduction to the Langlands Program Birkhäuser, Boston MA u. a. 2003, ISBN 0-8176-3211-5, S. 197–268.
- mit Henry H. Kim, M. Ram Murty: Lectures on Automorphic {\displaystyle L}-Functions (= Fields Institute Monographs. 20). American Mathematical Society, Providence RI 2004, ISBN 0-8218-3516-5.
- als Herausgeber mit Dihua Jiang, Stephen S. Kudla, David Soudry, Robert J. Stanton: Automorphic Representations, {\displaystyle L}-functions and Applications. Progress and Prospects. Proceedings of a Conference Honoring Steve Rallis on the Occasion of his 60th Birthday. The Ohio State University, March 27–30, 2003 (= Ohio State University Mathematical Research Institute Publications. 11). De Gruyter, Berlin u. a. 2005, ISBN 3-11-017939-3.
- {\displaystyle L}-functions and Converse Theorems for {\displaystyle GL_{n}}. In: Peter Sarnak, Freydoon Shahidi (Hrsg.): Automorphic Forms and Applications (= IAS/Park City Mathematics Series. 12). American Mathematical Society, Providence RI 2007, ISBN 978-0-8218-2873-1, S. 97–177.
- als Herausgeber mit Jens Funke, Michael Rapoport, Tonghai Yang: Arithmetic Geometry and Automorphic Forms (= Advanced Lectures in Mathematics. 19). International Press u. a., Somerville MA u. a. 2011, ISBN 978-1-57146-229-9.
  - S. 55–90: mit Freydoon Shahidi: Some Generalized Functionals and Their Bessel Functions.
- als Herausgeber mit Freydoon Shahidi, David Soudry (Hrsg.): Automorphic Forms and Related Geometry. Assessing the Legacy of I. I. Piatetski-Shapiro. Conference on Automorphic Forms and Related Geometry: Assessing the Legacy of I. I. Piatetski-Shapiro, April 23–27, 2012, Yale University, New Haven, CT (= Contemporary Mathematics. 614). American Mathematical Society, Providence RI 2014, ISBN 978-0-8218-9394-4.
  - S. 31–51: Piatetski-Shapiro’s Work on Converse Theorems.
  - S. 375–386: mit Freydoon Shahidi, T.-L. Tsai: On Stability of Root Numbers.
- {\displaystyle L}-functions and non-abelian class field theory, from Artin to Langlands. In: Della Dumbaugh, Joachim Schwermer: Emil Artin and Beyond – Class Field Theory and {\displaystyle L}-functions. With Contributions by James Cogdell and Robert Langlands. European Mathematical Society, Zürich 2015, ISBN 978-3-03719-146-0, S. 127–161.